# グルカン エンド-1,3-α-グルコシダーゼ
グルカン エンド-1,3-α-グルコシダーゼ(Glucan endo-1,3-alpha-glucosidase), EC 3.2.1.59)は、系統名を3-α-D-グルカン 3-グルカノヒドロラーゼ(3-alpha-D-glucan 3-glucanohydrolase)という酵素である。endo-1,3-alpha-glucanase, mutanase, endo-(1->3)-alpha-glucanase, cariogenase, cariogenanase, endo-1,3-alpha-D-glucanase, 1,3(1,3, 1,4)-alpha-D-glucan 3-glucanohydrolase等と呼ばれることもある。以下の化学反応を触媒する。
イソリケナン、シュードニゲラン及びニゲラン内の(1->3)-alpha-D-グルコシド結合をエンド型で加水分解する。
シュードニゲラン（1,3-α-D-グルカン）からの生成物は、ニゲロースとα-D-グルコースである。